# Florencia Barraza
Florencia Barraza (Córdoba, provincia de Córdoba, Argentina, 27 de enero de 1995) es una futbolista argentina que juega para el Spezia Calcio de la Serie C.

## Trayectoria
Barraza comenzó a jugar al fútbol en Instituto, Belgrano y Universitario, con los que disputó hasta 2013 los torneos de la Liga Cordobesa. Representó a Argentina con la Selección sub-18.
Tuvo un breve paso por la Primera División en San Lorenzo antes de volver a Córdoba para su segundo ciclo en Belgrano. Con las Piratas ganó tres torneos de Primera A de la LCF entre 2015 y 2017. Luego pasó a Talleres. Con las Matadoras consiguió el subcampeonato de la Copa Córdoba en 2019.
En 2021, pasó por el fútbol de Costa Rica para vestir los colores del Sporting FC junto con su excompañera Betina Soriano. Su paso por el fútbol internacional también la llevó a jugar en categorías de ascenso con el Getafe de España y los clubes italianos Palermo y Spezia Calcio.

## Clubes
| Club          | País       | Año           |
| ------------- | ---------- | ------------- |
| Instituto     | Argentina  | 2009          |
| Belgrano      | Argentina  | 2010-2011     |
| Universitario | Argentina  | 2013          |
| San Lorenzo   | Argentina  | 2014          |
| Belgrano      | Argentina  | 2015-2019     |
| Talleres      | Argentina  | 2019-2020     |
| Sporting FC   | Costa Rica | 2021          |
| Getafe        | España     | 2021          |
| Palermo       | Italia     | 2022          |
| Spezia Calcio | Italia     | 2022-presente |